# 1946 في فلسطين الانتدابية
أحداث عام 1946 في فلسطين الانتدابية.

## أصحاب المناصب
- المفوض السامي - السير آلان كننغهام.
- إمارة شرق الأردن - عبد الله الأول بن الحسين حتى 25 مايو (بعد ذلك ملك شرق الأردن).
- رئيس وزراء إمارة شرق الأردن - إبراهيم هاشم حتى 25 مايو (فيما بعد مملكة شرق الأردن).

## الأحداث

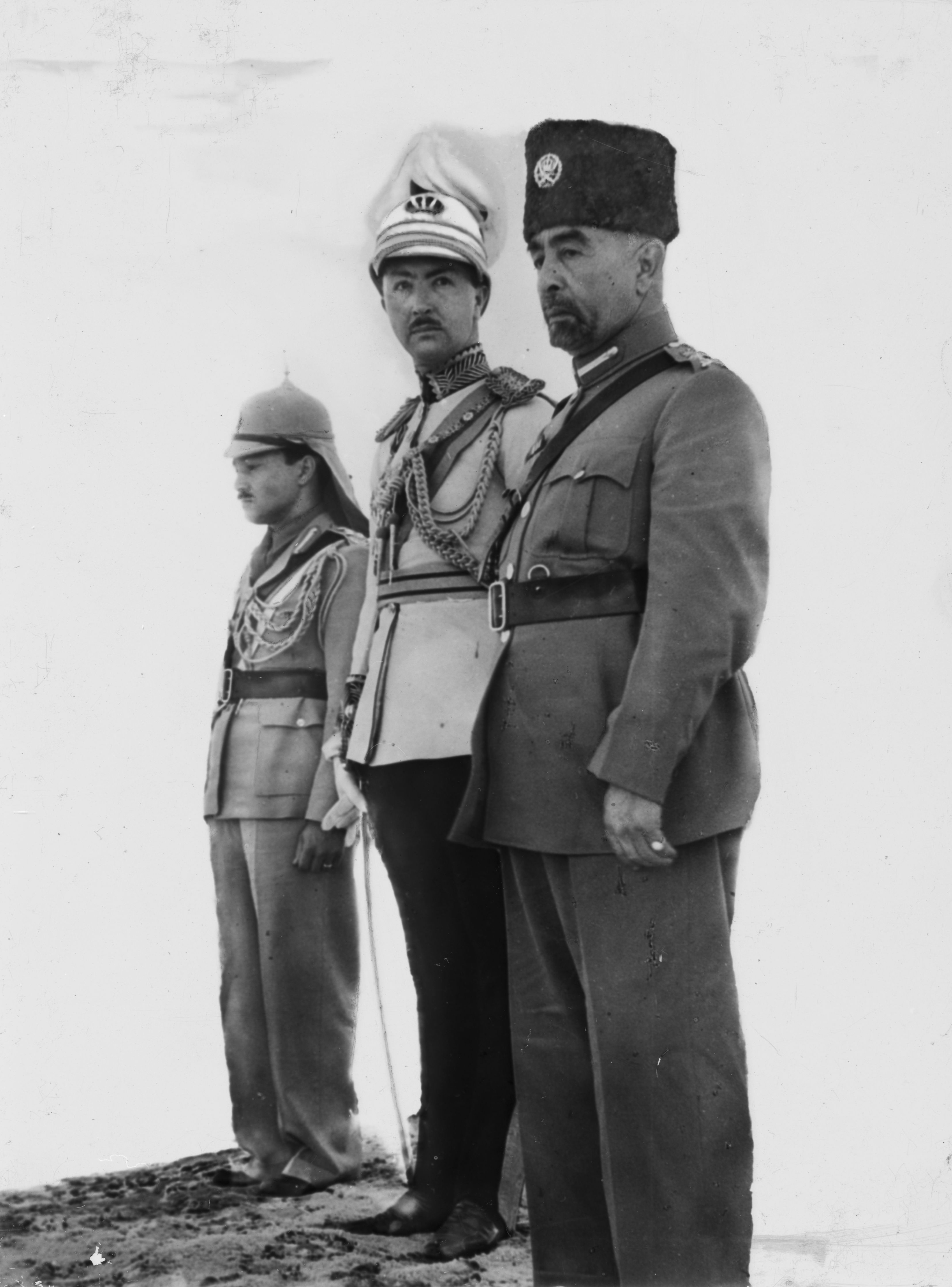
اليوم الأخير من الانتداب البريطاني في منطقة شرق الأردن حيث توج الأمير عبد الله (إلى اليمين) ملكًا لشرق الأردن، 25 مايو 1946.

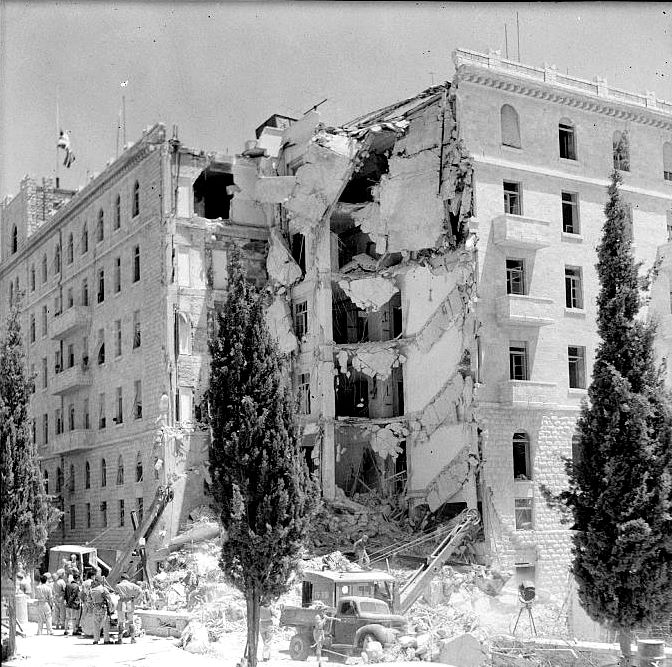
تفجير فندق الملك داود: فندق الملك داوود بعد التفجير

- كانون الثاني (يناير)- تأسيس كيبوتس عميعاد.
- 25 شباط/ فبراير- أعضاء من منظمة إرجون وليحي يفجرون عشرات الطائرات العسكرية البريطانية في مطارات في اللد والقسطينة وسيركين.
- 22 آذار/ مارس- تفاوض حاكم شرق الأردن، الأمير عبد الله الأول، على اتفاقية أنجلو-أردنية جديدة، حصلت بموجبها إمارة شرق الأردن (جزء من الانتداب البريطاني على فلسطين) على استقلالها الكامل وأصبحت مملكة شرق الأردن الهاشمية.
- 25 أبريل/ نيسان- قتل أفراد من حزب ليحي سبعة جنود بريطانيين كانوا يحرسون مرآب سيارات عسكري في تل أبيب. [1]
- 30 أبريل- أوصت لجنة التحقيق الأنجلو أمريكية بالقبول الفوري لـ 100،000 لاجئ يهودي من أوروبا إلى فلسطين. كما أوصت بأن تظل فلسطين أرضًا خاضعة للانتداب، وأن يُنشأ مرافق لضمان الهجرة اليهودية وإلغاء قانون الأراضي لعام 1940 الذي منع اليهود من شراء الأراضي في 95% من فلسطين.
- 25 مايو- المملكة المتحدة تمنح السيادة الكاملة لشرق الأردن. أعلن برلمان شرق الأردن حاكم شرق الأردن، الأمير عبد الله، ملكًا لشرق الأردن وغير اسم البلد رسميًا من إمارة شرق الأردن إلى المملكة الأردنية الهاشمية. بعد ثلاث سنوات غيرت الدولة اسمها إلى الأردن.
- 16 حزيران- ليلة الجسور: عشرة من أعضاء البلماح يفجرون الجسور عبر فلسطين التي تربط فلسطين بدول الجوار لبنان وسوريا وشرق الأردن ومصر لشل حركة النقل فيها.
- 29 يونيو - عملية أجاثا
- 22 تموز/ يوليو - تفجير فندق الملك داوود: فجر عناصر الإرجون قنابل في قبو فندق الملك داوود في القدس، حيث أحضر البريطانيون كمية كبيرة من الوثائق المصادرة من الوكالة اليهودية لإسرائيل. أسفر الهجوم عن مقتل 91 شخصًا وإصابة 45 آخرين، معظمهم من المدنيين. كان الفندق مركزًا للإدارة البريطانية في ذلك الوقت، على الرغم من أن العرب واليهود كانوا أيضًا ضحايا. المجلس القومي اليهودي يدين الهجوم.
- 6 أكتوبر- تأسيس كيبوتس اوريم.
- 6 تشرين الأول- تأسيس كيبوتس بئيري.
- 6 أكتوبر- تأسيس كيبوتس غال أون.
- 6 تشرين الأول- تأسيس كيبوتس حتريم.
- 6 تشرين الأول- تأسيس كيبوتس مشمار هنيغف.
- 6 تشرين الأول- تأسيس كيبوتس نيريم.
- 6 تشرين الأول- تأسيس كيبوتس شوفال.
- 23 تشرين الأول- تأسيس كيبوتس عين تسوريم.
- 30 تشرين الأول- تأسيس كيبوتس دوفرات.
- 26 تشرين الثاني (نوفمبر)- تأسيس كيبوتس يحيى.
- كانون الأول (ديسمبر)- تعيين دافيد بن غوريون مديرا للوكالة اليهودية لسياسة الأمن الإسرائيلية في المؤتمر الصهيوني في بازل.

### تواريخ غير معروفة
- تأسيس كيبوتس ريغبا.

## الولادات البارزة
- 1 يناير- نيسان سلوميانسكي، سياسي إسرائيلي
- 7 كانون الثاني (يناير)- أفيم سيلا، طيار حربي إسرائيلي
- 5 شباط/ فبراير- أمنون دانكنر، محرر ومؤلف صحيفة إسرائيلية (توفي عام 2013)
- 22 شباط- فنان إسرائيلي موتي مزراحي
- 26 شباط- إفرايم صيدا، كاتب وكاتب مسرحي وكاتب إسرائيلي
- 12 آذار- يعقوب دورشين، نحات ورسام إسرائيلي
- 15 نيسان/ أبريل- تسفي ميسيني، عالم كمبيوتر وباحث إسرائيلي
- 18 نيسان/ أبريل- ناحوم منبر، رجل أعمال إسرائيلي أدين ببيع أسلحة لإيران
- 24 أبريل- بنيامين راويتز كاستل، عازف البيانو الإسرائيلي الكلاسيكي (توفي عام 2006)
- 26 نيسان/ أبريل- مايكل ريسر، سياسي إسرائيلي (توفي عام 1988).
- 11 مايو- موني فنان، مدير فريق كرة السلة الإسرائيلي (توفي عام 2009).
- 2 حزيران/ يونيو- جدعون ريمز، صحفي إسرائيلي.
- 21 حزيران (يونيو)- سجن أودي أديب، الناشط الإسرائيلي المناهض للصهيونية لتعاونه مع سوريا ومنظمة التحرير الفلسطينية.
- 7 يوليو- أميرام ليفين، جنرال إسرائيلي ونائب مدير الموساد.
- 1 أيلول- شالوم حنوك مطرب إسرائيلي.
- 15 سبتمبر- يتسحاق دوفيد غروسمان، الحاخام الإسرائيلي، مؤسس وعميد منظمة ميغدال أور التعليمية غير الحكومية وعضو مجلس الحاخامات الكبرى
- 20 سبتمبر- دودو توباز، شخصية تلفزيونية إسرائيلية، ممثل كوميدي، ممثل، كاتب سيناريو، كاتب مسرحي، مؤلف ومضيف إذاعي وتلفزيوني (توفي عام 2009)
- 4 أكتوبر- دوف فايسجلاس، محام إسرائيلي ورجل أعمال ومدير ومدير مكتب رئيس الوزراء
- 6 أكتوبر- مناحيم زيلبرمان ممثل وكوميدي وكاتب أغاني إسرائيلي (توفي عام 2014)
- 8 تشرين الأول/ أكتوبر- حنان عشراوي، باحثة ومشرعة وناشطة سياسية عربية فلسطينية
- 16 تشرين الأول (أكتوبر)- يعقوب يوسف، حاخام وسياسي إسرائيلي (توفي عام 2013)
- 16 تشرين الأول- إسرائيل بارتال، مؤرخ إسرائيلي
- 18 تشرين الأول- اليعازر موسى ، سياسي إسرائيلي
- 20 أكتوبر- تسفيا والدن، عالمة لغوية إسرائيلية
- 17 تشرين الثاني (نوفمبر)- نحميا تماري، لواء إسرائيلي (ألوف) ورئيس القيادة المركزية للجيش الإسرائيلي (توفي 1994)
- 18 تشرين الثاني (نوفمبر)- نعومي شزان، سياسية إسرائيلية وأكاديمية وناشطة سياسية.
- 28 تشرين الثاني (نوفمبر)- نحمان شاي، سياسي إسرائيلي ومتحدث عسكري وصحفي.
- 20 كانون الأول (ديسمبر)- أوري جيلر، الخارق للطبيعة الإسرائيلي
- 24 كانون الأول- أوري بارباش، مخرج سينمائي إسرائيلي
- التاريخ الكامل غير معروف
  - إستير فاربستين، مؤرخة إسرائيلية
  - كوهافا ليفي، مغني وكاتب أغاني إسرائيلي
  - أديفا جيفن، مؤلفة وكاتبة مسرحية إسرائيلية

## الوفيات
- 22 يوليو/ تموز- مقتل إدوارد سبيرلنج، الكاتب الصهيوني الروسي المولد، والمسؤول في حكومة الانتداب، في تفجير فندق الملك داوود.